# Edytor grafiki rastrowej
Edytor grafiki rastrowej – program do tworzenia grafiki rastrowej (w odróżnieniu od wektorowego programu graficznego). Program tego typu nadaje się szczególnie do odręcznych rysunków, szczególnie z użyciem tabletu i pióra.
Edytor grafiki rastrowej zawiera szereg gotowych narzędzi do tworzenia figur, jak linie proste, krzywe, okręgi, wielokąty czy prostokąty, predefiniowane kształty specjalne, z możliwością ich wypełniania.
Edytory grafiki rastrowej, które w latach 90. traciły swoją pozycję na rzecz programów rysunkowych, przeżywają drugą młodość z chwilą upowszechnienia się fotografii cyfrowej.

## Przykłady
Przykładowe programy do edycji grafiki rastrowej:
- Adobe Photoshop
- Paint Shop Pro
- GIMP
- MyPaint
- Microsoft Paint (dawniej Paintbrush) dołączony do Windows
- Paint.NET
- Pixel